# Trimerotropis modesta
Trimerotropis modesta är en insektsart som beskrevs av Bruner, L. 1889. Trimerotropis modesta ingår i släktet Trimerotropis och familjen gräshoppor. Inga underarter finns listade i Catalogue of Life.